# Waterloo (Wisconsin)
Waterloo es una ciudad ubicada en el condado de Jefferson en el estado estadounidense de Wisconsin. En el Censo de 2010 tenía una población de 3.333 habitantes y una densidad poblacional de 329,46 personas por km².

## Geografía
Según la Oficina del Censo de los Estados Unidos, Waterloo tiene una superficie total de 10.12 km², de la cual 9.92 km² corresponden a tierra firme y (1.95%) 0.2 km² es agua.

## Demografía
Según el censo de 2010, había 3.333 personas residiendo en Waterloo. La densidad de población era de 329,46 hab./km². De los 3.333 habitantes, Waterloo estaba compuesto por el 88.03% blancos, el 0.78% eran afroamericanos, el 0.27% eran amerindios, el 0.3% eran asiáticos, el 0.03% eran isleños del Pacífico, el 9.36% eran de otras razas y el 1.23% pertenecían a dos o más razas. Del total de la población el 12.78% eran hispanos o latinos de cualquier raza.